# Ida (novela)
Ida es una novela juvenil de 2017 escrita por Alison Evans. Ambientada en la cordillera de Dandenong, cuenta la historia de Ida Wagner, una joven que comienza a encontrarse con sus propios doppelgängers y se da cuenta de que puede viajar a través de breves incrementos de tiempo y también cambiar entre universos paralelos a voluntad. Muchos de los personajes de la novela son transgénero, entre ellos Daisy, que es genderqueer, y Frank, quien es transmasculino.
El libro se inspiró en un «incidente de Sliding Doors» en el que Evans salió de casa para ir a una fiesta, pero luego regresó para cambiarse de ropa y, como resultado, se libró por poco de un accidente de tráfico.
Ida ganó el Victorian Premier's Literary Award en 2018 en la categoría de Elección del Público.